# カアグアス県

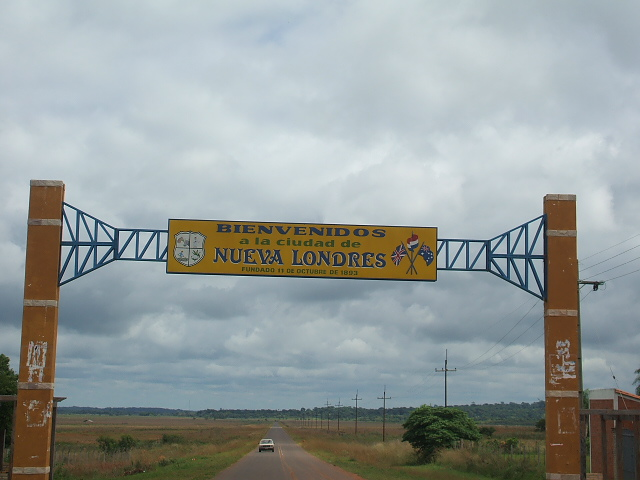
新ロンドレス市の入口

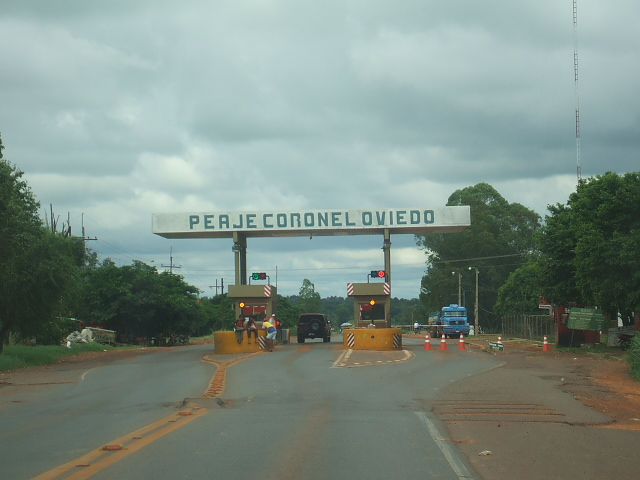
コロネル・オビエド料金所

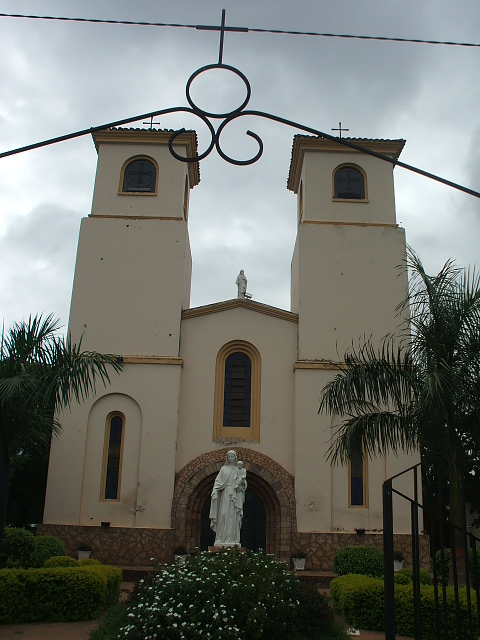
コロネル・オビエド教会

カアグアス県（カアグアスけん、スペイン語: Departamento de Caaguazú、スペイン語発音: [ka(a)ɣwaˈsu]）は、パラグアイ南東部の県。
2016年の人口は54万176人で、18県中4位。
県都はコロネル・オビエド。
「カアグアス」はグアラニー語で「偉大な薬草」を表す。

## 人口
- 2000年7月1日：45万6442人
- 2005年7月1日：48万2648人
- 2010年7月1日：50万7793人
- 2016年7月1日：54万176人

## 隣接県
- 北東：カニンデジュ県
- 東：アルト・パラナ県
- 南東：カアサパ県
- 南：グアイラ県
- 南西：パラグアリ県
- 西：コルディエラ県
- 北西：サン・ペドロ県

## 主要都市

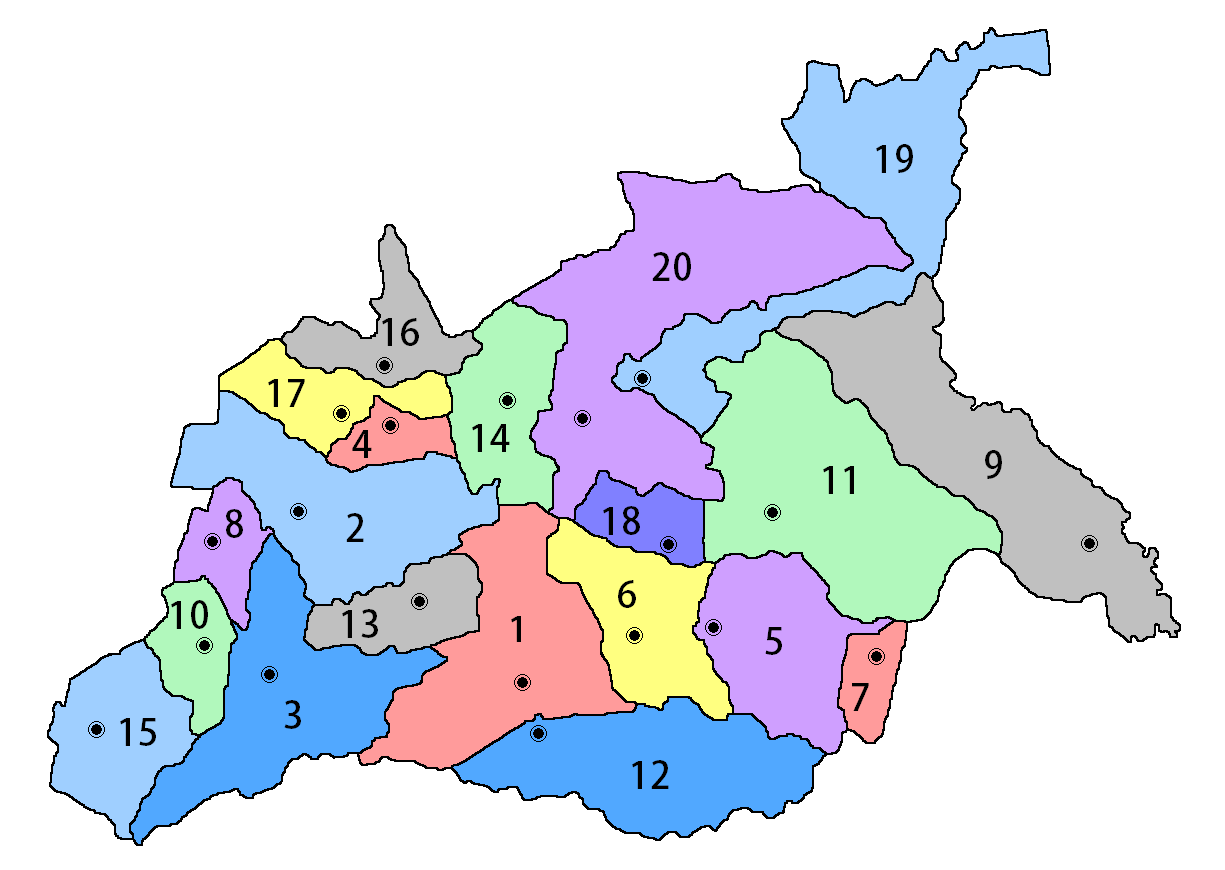
カアグアス県の行政区画

- コロネル・オビエド：6万6900人(県都)
- カアグアス（スペイン語版）：6万500人
- ドクトール・ファン・エウロヒオ・エスティガリビア（英語版）：1万4500人

## 歴史
16世紀～17世紀、ポルトガル人のバンデイランテス(奥地探検隊)やカディウェウ人が支配を争う現在のカアグアス県に、スペイン人が侵入した。
1712年、クレゴリオ・バサン・デ・ペドラサ (Gregorio Bazán de Pedraza) がクルグアティを設置した。
1715年、イビティミが設置された。
1746年、サン・ホアキンが設置された。
1770年、カラヤオが設置された。
1906年、コロネル・オビエド、カラヤオ、カアグアス郡をまとめてユ県（スペイン語: Departamento de Yhú）が設置された。
1945年、領土再編に伴い、カアグアス県に改名された。
1973年、現在の領域が確定した。

## 気候
気候は穏やかで、雨が多い。
最高気温は41℃、最低気温は0℃である。
国内ではとても農業に適した土地である。

## 地理
- パラグアイ川
- パラナ川

## 経済
- キャッサバの生産量は全国1位
- 綿と砂糖黍の生産量は全国2位
- 大豆の生産量は全国4位

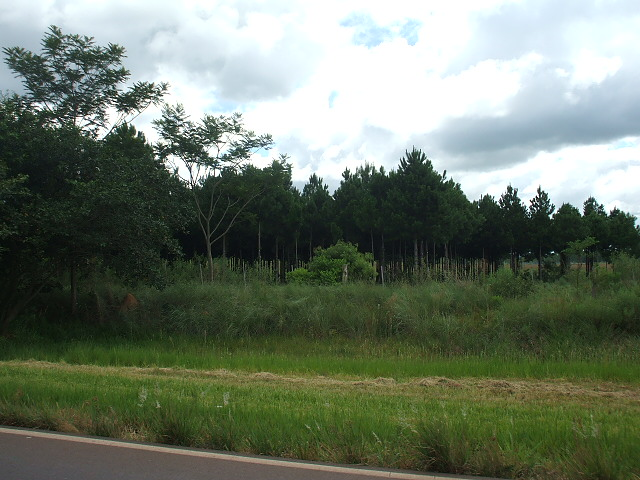
サン・ホセ・デ・ロス・アロヨスの再植林

他にはトマトや胡瓜、レタス、苺、柑橘類が生産される。
牛も育てられている。

## 交通

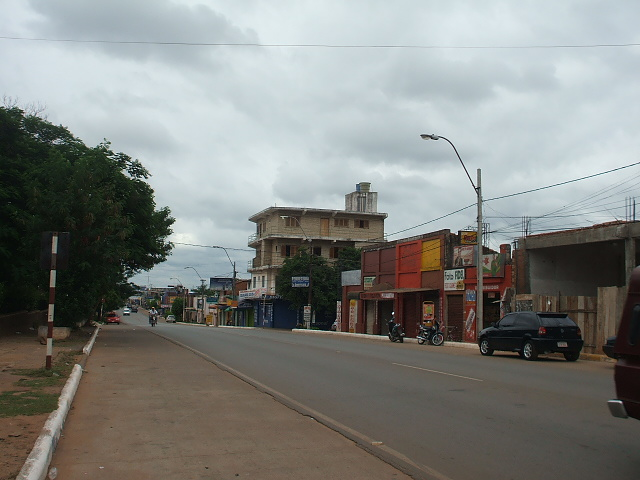
コロネル・オビエドの道路

- 国道2号線（英語版）
- 国道3号線（英語版）
- 国道5号線（英語版）
- 国道7号線（英語版）
- 国道8号線（英語版）

## 著名人
- カヨ・シラ・ゴドイ（英語版）：1919年～2014年。クラシック・ギター奏者。

## 関連書籍
- Geografía Ilustrada del Paraguay, Distribuidora Arami SRL; 2007. ISBN 99925-68-04-6
- Geografía del Paraguay, Primera Edición 1999, Editorial Hispana Paraguay SRL.